# Astillero Asakawa
La empresa Astillero Asakawa (浅川造船 Asakawa Zōsen?) es un astillero que tiene su sede central en la Ciudad de Imabari de la Prefectura de Ehime.

## Característica
Se especializa en la construcción de barcos para el transporte de sustancias químicas.

## Datos
- Razón social: Astillero Asakawa S.A. (浅川造船株式会社 Asakawa Zōsen Kabushikigaisha?)
- Fundación: junio de 1947
- Director ejecutivo: Fujito Asano (浅野富士人 Asano Fujito?)
- Oficina administrativa: 〒799-2111 Kourachō 2-4-39, Ciudad de Imabari, Prefectura de Ehime
- Astillero: 〒799-2101 Namikatachō Namikata 565-2
- Actividad principal: Construcción y reparación de barcos